# Riviera (biograf)

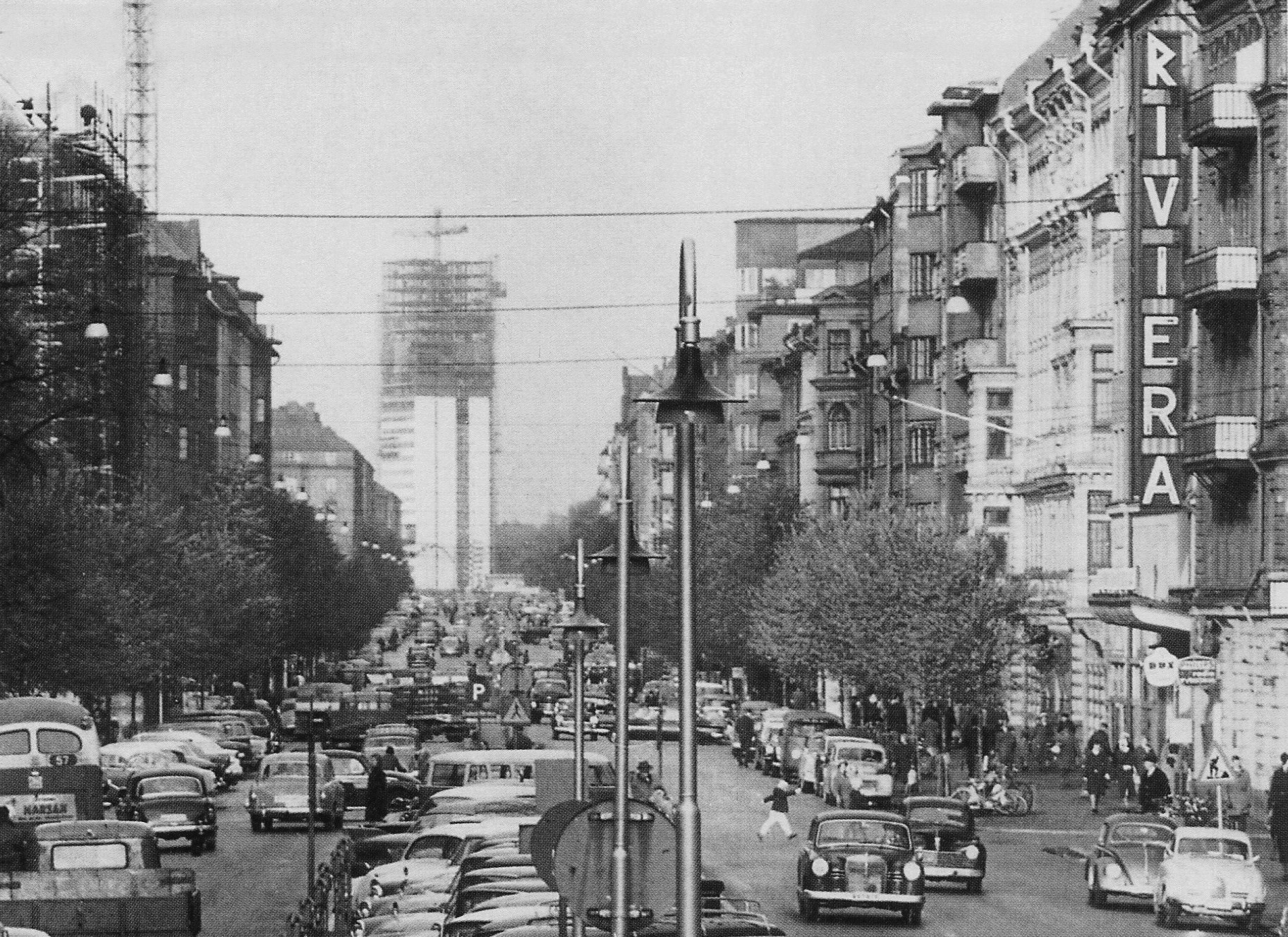
Sveavägen norrut med Riviera 1959.

Riviera var en biograf vid Sveavägen 52 på Norrmalm i Stockholm. Biografen öppnade 1920 under namnet Rivoli och lades ner 2003.

## Historik

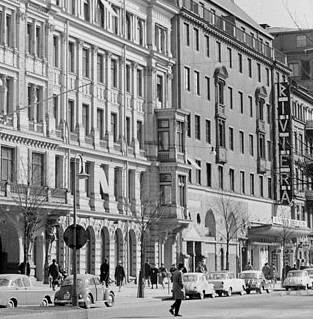
Riviera på 1960-talet

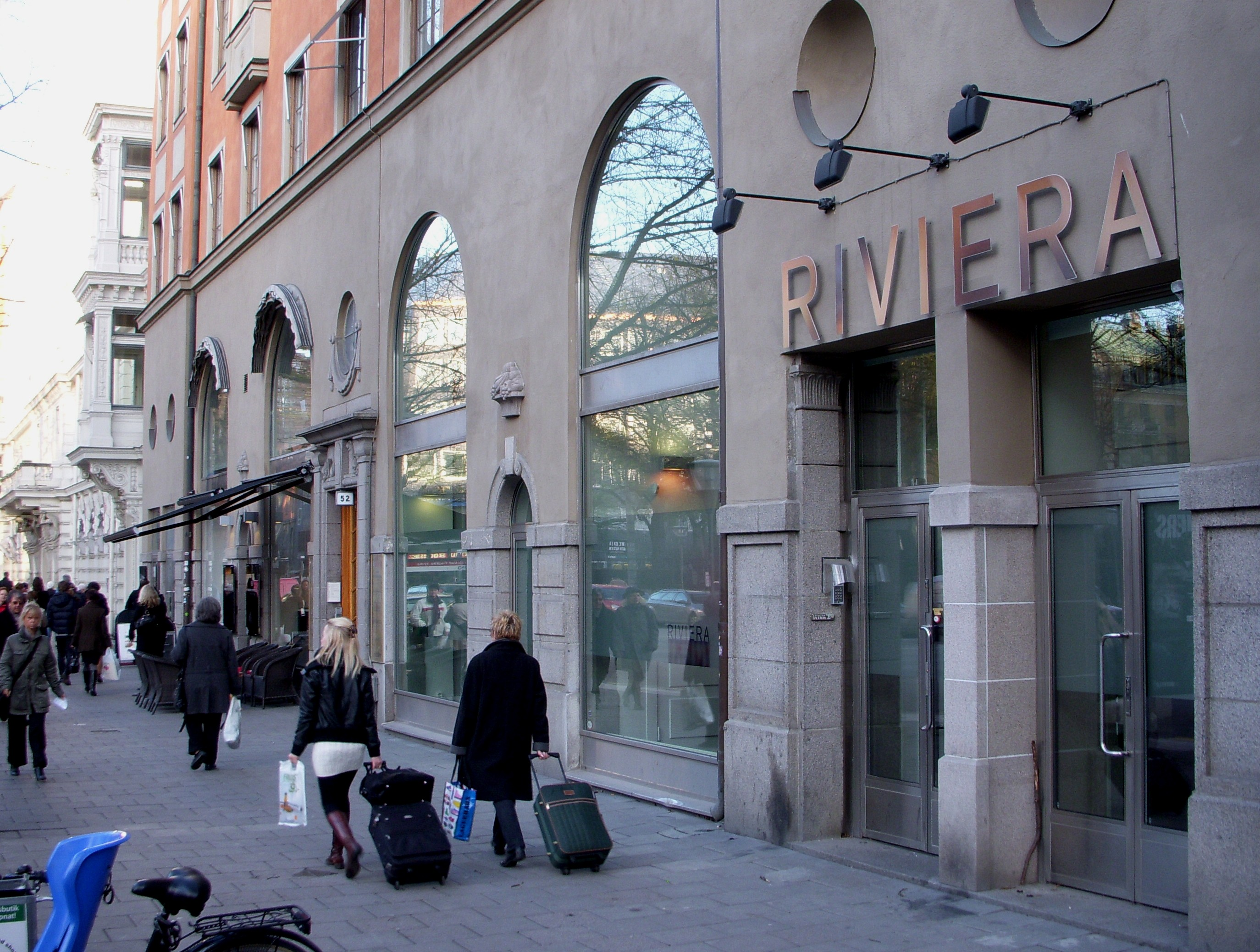
Byggnaden i november 2009

Biografen hette i början Rivoli och tillhörde John A. Bergendahls biografkedja och hade liksom huset ritats av arkitektfirman Höög & Morssing. Invigningen var den 4 oktober 1920. Rivoli hade en mindre baldakin som smyckades av 100 glödlampor på undersidan och i entréhallen fanns fyra stora ljuskronor. Salongen hade plats för 756 åskådare och var även godkänd för varietéföreställningar.
1930 upphörde filmvisningen och lokalen drevs som teater under namnet Teatern vid Sveavägen under ledning av Brita von Horn. Redan efter ett par månader övergick driften av teatern till John W. och Pauline Brunius, som använde lokalen som filial åt Oscarsteatern under namnet Mindre teatern.
År 1931 övertogs lokalen av Ri-Teatrarna, som byggde om och installerade teknik för visning av ljudfilm samt bytte namnet till Riviera. Sedan dess har Riviera genomgått flera ombyggnader och renoveringar. Sedan 1985 hade SF Bio AB arrenderat bion Riviera. År 1992 genomfördes en påkostad och lyckad renovering. Sista speldagen var söndagen den 30 mars 2003.
Idag (2009) är baldakinen borttagen och det gamla biografnamnet Riviera finns med stora bokstäver direkt på fasaden. Riviera är numera namnet för företaget Riviera - Music,  Sound & Post AB.

## Scenuppsättningar
| År   | Produktion             | Upphovsmän     | Regi             | Noter |
| ---- | ---------------------- | -------------- | ---------------- | --- |
| 1930 | Norrtullsligan         | Einar Fröberg  | Einar Fröberg    | Premiär 12 september 1930 Greta Söderberg, Margit Geijer, Maja Cederborgh, Fritiof Billquist, Märta Arbin, Axel Lagerberg, Ebba Gard Scenografi Manne Runsten 25 föreställningar                                                    |
| 1930 | Årgång 30 Aargang 1929 | Jens Locher    | Tollie Zellman   | Premiär 7 oktober 1930 Erland Colliander, Signe Lundberg-Settergren, Ebba Gard, Harriet Bosse, Hans Björnbo, Bror Olsson, Axel Lagerberg, Fritiof Billquist, Gunnar Collin, Sonja Claesson, Greta Rylander Scenografi Manne Runsten |
| 1930 | Kontraband             | Oscar Rydqvist | Edvin Adolphson  | Premiär 1 november 1930 Edvin Adolphson, Margit Manstad, Margit Geijer, Fritiof Billquist, Nils Wahlbom, Thor Christiernsson, Axel Lagerberg                                                                                        |
| 1930 | Patsy The Patsy        | Barry Conners  | Nils Johannisson | Premiär 28 november 1930 Bror Olsson, Tora Fröberg, Ebba Gard, Greta Söderberg, Fritiof Billquist, Hans Björnbo |
| 1930 | En herrgårdssägen      | Selma Lagerlöf | Einar Fröberg    | Premiär 13 december 1930 Fritiof Billquist, Marianne Löfgren, Nils Hultgren, Erland Colliander Flyttad från Oscarsteatern |